# Allobates
Allobates Zimmermann & Zimmermann, 1988 è un genere di anfibi anuri, unico appartenente alla sottofamiglia Allobatinae Grant, Frost, Caldwell, Gagliardo, Haddad, Kok, Means, Noonan, Schargel, and Wheeler, 2006, compresa nella famiglia Aromobatidae.

## Tassonomia
Comprende le seguenti 56 specie:
- Allobates algorei Barrio-Amorós and Santos, 2009
- Allobates amissibilis Kok, Hölting, and Ernst, 2013
- Allobates bacurau Simões , 2016
- Allobates bromelicola (Test, 1956)
- Allobates brunneus (Cope, 1887)
- Allobates caeruleodactylus (Lima and Caldwell, 2001)
- Allobates caldwellae Lima, Ferrão, and Silva, 2020
- Allobates carajas Simões, Rojas, and Lima, 2019
- Allobates caribe (Barrio-Amorós, Rivas-Fuenmayor, and Kaiser, 2006)
- Allobates chalcopis (Kaiser, Coloma, and Gray, 1994)
- Allobates conspicuus (Morales, 2002)
- Allobates crombiei (Morales, 2002)
- Allobates femoralis (Boulenger, 1884)
- Allobates flaviventris Melo-Sampaio, Souza, and Peloso, 2013
- Allobates fratisenescus (Morales, 2002)
- Allobates fuscellus (Morales, 2002)
- Allobates gasconi (Morales, 2002)
- Allobates goianus (Bokermann, 1975)
- Allobates granti (Kok, MacCulloch, Gaucher, Poelman, Bourne, Lathrop, and Lenglet, 2006)
- 'Allobates grillisimilis Simões, Sturaro, Peloso, and Lima, 2013
- Allobates hodli Simões, Lima, and Farias, 2010
- Allobates humilis (Rivero, 1980)
- Allobates ignotus Anganoy-Criollo, 2012
- Allobates insperatus (Morales, 2002)
- Allobates juami Simões, Gagliardi-Urrutia, Rojas-Runjaic, and Castroviejo-Fisher, 2018
- Allobates juanii (Morales, 1994)
- Allobates kingsburyi (Boulenger, 1918)
- Allobates magnussoni Lima, Simões, and Kaefer, 2014
- Allobates mandelorum (Schmidt, 1932)
- Allobates marchesianus (Melin, 1941)
- Allobates masniger (Morales, 2002)
- Allobates mcdiarmidi (Reynolds and Foster, 1992)
- Allobates melanolaemus (Grant and Rodriguez, 2001)
- Allobates myersi (Pyburn, 1981)
- Allobates nidicola (Caldwell and Lima, 2003)
- Allobates niputidea Grant, Acosta-Galvis, and Rada, 2007
- Allobates nunciatus Moraes, Pavan, and Lima, 2019
- Allobates olfersioides (Lutz, 1925)
- Allobates ornatus (Morales, 2002)
- Allobates pacaas Melo-Sampaio, Prates, Peloso, Recoder, Vechio, Marques-Souza, and Rodrigues, 2020
- Allobates paleovarzensis Lima, Caldwell, Biavati, and Montanarin, 2010
- Allobates peruvianus (Melin, 1941)
- Allobates pittieri (La Marca, Manzanilla, and Mijares-Urrutia, 2004)
- Allobates ranoides (Boulenger, 1918)
- Allobates sanmartini (Rivero, Langone, and Prigioni, 1986)
- Allobates subfolionidificans (Lima, Sanchez, and Souza, 2007)
- Allobates sumtuosus (Morales, 2002)
- Allobates talamancae (Cope, 1875)
- Allobates tapajos Lima, Simões, and Kaefer, 2015
- Allobates tinae Melo-Sampaio, Oliveira, and Prates, 2018
- Allobates trilineatus (Boulenger, 1884)
- Allobates undulatus (Myers and Donnelly, 2001)
- Allobates vanzolinius (Morales, 2002)
- Allobates velocicantus Souza, Ferrão, Hanken, and Lima, 2020
- Allobates wayuu (Acosta-Galvis, Cuentas, and Coloma, 1999)
- Allobates zaparo (Silverstone, 1976)